# Hrotti
Hrotti est une épée dans le cycle de Sigurd. Elle est d'abord la propriété de Fáfnir, qui s'en sert pour menacer son frère Regin et conserver pour lui seul le trésor dont ils viennent de s'emparer en assassinant leur père Hreidmar (Skaldskaparmal, 40). Sigurd en prend possession après avoir tué Fáfnir (Reginsmál, prose ; Völsunga saga, 20), en même temps que des autres trésors que le dragon avait dissimulés dans son antre.
Hrotti est mentionné dans la thula des épées, et se rencontre de fait quelquefois en poésie scaldique.
Le nom de Hrotti est parfois rapproché de Hrunting, l'épée qu'Unferth prête à Beowulf lors de son combat contre la mère de Grendel (1457).

## Référence
1. ↑  Dillmann, François-Xavier. Notes de : Snorri Sturluson. L'Edda : récits de mythologie nordique. Trad. du vieil-islandais, intr. et annoté par François-Xavier Dillmann. Paris : Gallimard, 2003. (L'Aube des peuples). p. 202.  (ISBN 2-07-072114-0).